# Kesra (localidad)
Kesra (en árabe: كسرى) es una localidad en la gobernación de Siliana, en el extremo norte de la Dorsal Tunecina. Es la capital de la delegación de Kesra. En el censo de 2014 vivían en Kesra 2.602. Se encuentra a 170km aproximadamente de Túnez.
Ya desde la Antigüedad se tiene constancia de la existencia de este pueblo. En bereber se conocía como kzor. En el Imperio Romano, era conocida como Cusira, tenía la calidad de civitas y se ubicaba en la provincia romana de África (posterior Bizacena). De Kesra destacan su producción de higos (karmus), considerados los de mayor calidad de Túnez, y los campos de olivos.
No se debe confundir con el pan kesra, un pan típico del Magreb.

## Galería
|  |
|  |

|  |
|  |

|  |
|  |